# Spoorlijn Les Aubrais-Orléans - Orléans
De spoorlijn Les Aubrais-Orléans - Orléans is een Franse spoorlijn van Fleury-les-Aubrais naar Orléans. De lijn is 2,1 km lang en heeft als lijnnummer 569 000.

## Geschiedenis
De lijn werd geopend door de Compagnie du chemin de fer de Paris à Orléans op 5 mei 1843.

### Tracéwijziging
Bij de opening van het derde station van Orléans in 1965 werden de sporen naar het westen verlegd. Op de voormalige locatie van de sporen, depot en het station werd een daarna een woonwijk gebouwd.

## Treindiensten
De SNCF verzorgt het personenvervoer op dit traject met TER treinen.
| Serie | Treinsoort | Route                                                                   | Bijzonderheden |
| ----- | ---------- | ----------------------------------------------------------------------- | -------------- |
| K 8+  | TER (SNCF) | Paris-Austerlitz – Les Aubrais – Orléans                                |                |
| P 8   | TER (SNCF) | Paris-Austerlitz – Étampes – Angerville – Toury – Les Aubrais – Orléans |                |

## Aansluitingen
In de volgende plaatsen is of was er een aansluiting op de volgende spoorlijnen:
Les Aubrais
RFN 570 000, spoorlijn tussen Paris-Austerlitz en Bordeaux-Saint-Jean
RFN 590 000, spoorlijn tussen Les Aubrais-Orléans en Montauban-Ville-Bourbon
RFN 683 000, spoorlijn tussen Les Aubrais-Orléans en Malesherbes
RFN 686 000, spoorlijn tussen Les Aubrais-Orléans en Montargis
Orléans
RFN 569 300, raccordement van Orléans naar Tours
RFN 569 301, raccordement van Orléans naar Vierzon

## Elektrische tractie
De lijn werd in 1926 geëlektrificeerd met een gelijkspanning van 1500 volt.